# Kiômaru
Kiômaru (にらぎ鬼王丸, Niragi oniōmaru) est un seinen manga de Shin'ichi Sakamoto, prépublié dans le magazine Weekly Young Jump et publié par l'éditeur Shūeisha en cinq volumes reliés sortis entre avril 2004 et novembre 2005. La version française est éditée dans la collection « Take » de Delcourt en cinq tomes sortis entre février 2007 et octobre 2007.

## Liste des volumes
| no | Japonais         | Japonais          | Français          | Français          |
| no | Date de sortie   | ISBN              | Date de sortie    | ISBN              |
| -- | ---------------- | ----------------- | ----------------- | ----------------- |
| 1  | 19 avril 2004    | 978-4-08-876595-2 | 7 février 2007    | 978-2-7560-0551-5 |
| 2  | 16 juillet 2004  | 978-4-08-876643-0 | 11 avril 2007     | 978-2-7560-0552-2 |
| 3  | 19 octobre 2004  | 978-4-08-876687-4 | 11 juillet 2007   | 978-2-7560-0553-9 |
| 4  | 19 janvier 2005  | 978-4-08-876740-6 | 19 septembre 2007 | 978-2-7560-0885-1 |
| 5  | 18 novembre 2005 | 978-4-08-876890-8 | 17 octobre 2007   | 978-2-7560-0886-8 |